# 少年五虎
《少年五虎》是香港無綫電視1993年拍攝時裝青春勵志偶像的電視連續劇，1993年7月12日於翡翠台首播，全劇共20集，監製王心慰。本片的故事藍本取材於香港流行音樂樂隊溫拿樂隊的成名之路，主要演員是有朱健鈞、魏駿傑、蘇永康、鍾漢良、鄭敬基、阮兆祥、陶大宇、朱茵、洪欣等。主題曲由彭健新作曲，簡寧填詞，溫拿樂隊主唱。

## 故事大綱
譚鉅倫（朱健鈞飾），一個聰明機智、伶牙俐齒之1970年代街童，一次偶然機會遇上沉默寡言，不善交際的富家子鍾信濤（鍾漢良飾）。兩人由冤家發展成好友，當中還結識一群朋友，包括：怕事的彭一健（蘇永康飾）、懶睡的陳恭友（魏駿傑飾）、木訥的葉小強（鄭敬基飾）及精靈古惑的陳兆祥（阮兆祥飾）。由於他們志同道合，音樂便成為了他們的共通語言，雖然遭家人反對，亦無阻他們的一腔熱誠。
後得到樂壇金牌經理人梁起高（陶大宇飾）賞識，組成Winners樂隊打入本港樂壇。憑著俊朗、健康形象，他們的事業一帆風順。惟來得太順利的事業與友情，根本未能經起風浪，加上愛情路上波折重重，倫與倔強之楊雪麗（朱茵飾），濤與外柔內剛之冼可兒（洪欣飾），感情均遇到考驗，而各人亦因錢銀上之軱轕，弄至互相猜疑，因而導致感情決裂。

## 演員表

### 主要演員
| 演員           | 角色   | 暱稱/關係                                                       | 原型   |
| 梁家偉（童年） | 譚鉅倫 | 阿倫、譚校長、金馬倫 Winners樂隊主唱 譚來旺及歐德善之二子       | 譚詠麟 |
| 朱健鈞         | 譚鉅倫 | 阿倫、譚校長、金馬倫 Winners樂隊主唱 譚來旺及歐德善之二子       | 譚詠麟 |
| 譚笑安（童年） | 陳恭友 | 友哥 Winners樂隊鼓手 陳同志及吳愛人之長子 陳恭喜之兄            | 陳友   |
| 魏駿傑         | 陳恭友 | 友哥 Winners樂隊鼓手 陳同志及吳愛人之長子 陳恭喜之兄            | 陳友   |
| 賴文俊（童年） | 葉小強 | 亞強、強哥 Winners樂隊低音結他（貝斯）手、和聲 梅婉君之長子     | 葉智強 |
| 鄭敬基         | 葉小強 | 亞強、強哥 Winners樂隊低音結他（貝斯）手、和聲 梅婉君之長子     | 葉智強 |
| 林達威（童年） | 彭一健 | 健仔、OK仔 Winners樂隊主音結他手、和聲 彭錦之長子               | 彭健新 |
| 蘇永康         | 彭一健 | 健仔、OK仔 Winners樂隊主音結他手、和聲 彭錦之長子               | 彭健新 |
| 顏建國（童年） | 鍾信濤 | 阿B、B哥 Winners樂隊主唱、節奏結他手、鍵盤手                    | 鍾鎮濤 |
| 鍾漢良         | 鍾信濤 | 阿B、B哥 Winners樂隊主唱、節奏結他手、鍵盤手                    | 鍾鎮濤 |
| 左健斌（童年） | 陳兆祥 | 叻哥、阿叻 Loosers樂隊主唱                                      | 陳百祥 |
| 阮兆祥         | 陳兆祥 | 叻哥、阿叻 Loosers樂隊主唱                                      | 陳百祥 |
| 陶大宇         | 梁起高 | Hugo Leung Winners樂隊經理人                                    | 梁柏濤 |
| 朱茵           | 楊雪麗 | 自小父母傷亡 譚鉅倫女友 麥福全之外甥女後反目 麥立基之表妺後反目 | 楊潔薇 |
| 洪欣           | 冼可兒 | 鍾信濤女友後分手 沈架young之未婚妻                              | 陳秋霞 |

### 其他演員
| 演員       | 角色      | 暱稱/關係 | 影射（原型） |
| 曾江       | 譚來旺    | 譚鉅倫、譚來美、譚來嬌、譚來有之父 初期反對譚鉅倫玩音樂，後來轉為支持的態度，多次利用自己的經歷藉此勉勵譚鉅倫勇敢面對困難                                                                                             | 譚江柏       |
| 黃愷欣     | 歐德善    | 譚鉅倫、譚來美、譚來嬌、譚來有之母 支持譚鉅倫勇敢去追夢，甚至關心起唱片銷量 |              |
| 陳珮珊     | 譚來美    | 譚鉅倫、譚來有之妹 譚來嬌之姐 譚來旺及歐德善之三女 貪靚且懶散 |              |
| 羅雪玲     | 譚來嬌    | 譚鉅倫、譚來美、譚來有之妹 譚來旺及歐德善之幼女 自小便立志成為醫生及到英國留學 |              |
| 王偉       | 鍾仰山    | 鍾信濤、鍾信潮之父 馬麗萍之夫 羅玉鳳之前夫，但二人仍未正式離婚，於第20集正式與其離婚 | 鍾石泉       |
| 梁葆貞     | 鍾楚紅    | 紅姑 鍾家馬姐 德高望重 受到鍾仰山一家人的敬重 鍾信濤的乳娘並且與其情同母子 視冼可兒為自己兒媳 |              |
| 陳曼娜     | 馬麗萍    | 鍾信潮之母 鍾信濤之繼母，並與其關係友 鍾仰山之第二任妻子 |              |
| 馬清儀     | 羅玉鳳    | 風信子 鍾信濤之母 鍾信潮之前繼母 鍾仰山之前妻，但二人在法律上仍未正式離婚，於第20集正式與其離婚 作家兼攝影師 |              |
| 葉振聲     | 鍾信潮    | 鍾信濤之同父異母兄長，並感情深厚 鍾仰山及馬麗萍之子 羅玉鳯之前繼子 於第16集被Winnie利用美色色誘促使麥立基派人來拍照來陷害自己 於第17集感覺鍾仰山不太重視其決定離開公司，實為去日本找中村先生幫忙 於第19集重返仰山企業 |              |
| 胡楓       | 陳同志    | 陳恭友、陳恭喜之父 的士司機 對於陳恭友玩音樂抱支持的態度，並不希望對方繼承其衣鉢 |              |
| 夏萍       | 吳愛人    | 陳恭友、陳恭喜之母 初期反對陳恭友玩音樂並且要求其承繼丈夫陳同志的衣鉢，後來轉為支持的態度 |              |
| 莫燕嫦     | 陳恭喜    | 陳恭友之妹 陳同志及吳愛人之幼女 |              |
| 陳慧儀     | 蔣美英    | 陳恭友之妻 |              |
| 曾近榮     | 彭錦      | 栽縫師傳 北角舞王 彭一健、彭一雙、彭二健之父 |              |
| 陳潔儀     | 呂夢娜    | 彭一健之妻 楊雪麗之閨中密友 討厭麥立基丶麥福全 一直相信楊雪麗父母的死和麥福全致富的緣因有關 |              |
| 林映輝     | 彭一雙    | 彭一健之妹 彭二健之姐 彭錦之二女 |              |
| 黃澤鋒     | 彭二健    | 彭一健、彭一雙之弟 彭錦之幼子 承繼彭錦的衣鉢 |              |
| 譚倩紅     | 梅婉君    | 栽縫師傳 舞蹈老師 彭一健、彭一雙、彭二健之姨母 葉智強、葉小冰、葉小玲之母 對於葉智強玩音樂抱積極的態度 |              |
| 陳銳       | 葉小冰    | 葉智強之妹 梅婉君之二女 |              |
| 祝文君     | 葉小玲    | 葉智強、葉小冰之妹 葉小玲之姐 梅婉君之幼女 |              |
| 黃煒林     | 陳兆燊    | 陳兆祥之弟 Loosers樂隊電子風琴手 | 陳百燊       |
| 陳安瑩     | 雷婉儀    | 雷静雯之姐 Hugo的秘書 |              |
| 楊羚       | 雷静雯    | 葉小強女友 雷婉儀之妹 |              |
| 樊亦敏     | 劉愛芝    | 富家女 譚鉅倫之前女友,後被對方發現已婚而分手 楊雪麗之閨中密友 |              |
| Joe Junior | Andy      | 鍾信濤之音樂啟蒙老師兼表哥 |              |
| 吳啟明     | 麥立基    | 反派 麥福全之子 楊雪麗之表哥後反目 收買Winnie並指使其對鍾信潮進行美色誘惑，使鍾信潮的名譽掃地 被人毆打致昏迷成為植物人                                                                                                |              |
| 郭德信     | 麥福全    | 反派 麥立基之父 楊雪麗之舅父並刻薄其後反目 鍾仰山之生意合作對象後反目 |              |
| 麥皓為     | 冼金泉    | 洗可兒之養父 |              |
| 劉桂芳     | 林惠芬    | 洗可兒之養母 |              |
| 黃鳳琼     | 譚來有    | 譚鉅倫、譚來美、譚來嬌之姐 譚來旺及歐德善之長女 |              |
| 林家棟     | 有丈夫    | 譚來有之夫 |              |
| 唐葳娜     | 馬小玲    | 喜歡譚鉅倫後不了了之 |              |
| 談泉慶     | 中村先生  | 仰山企業之合作對象一度反目，後和好 |              |
| 談珮珊     | Winnie    | 鍾仰山之秘書後出賣其 被麥立基收買其 於第16集利用美色色誘鍾信潮，並意圖令到對方在仰山企業的地位及名譽掃地 |              |
| 鄧英敏     | 男歌星    | |              |
| 方傑       | 表姨丈    | |              |
| 蘇恩磁     | 表姨母    | |              |
| 歐陽莎菲   | 表姨婆    | |              |
| 虞天偉     | 基司機    | |              |
| 鄧梓豐     | 沈架Young | 冼可兒之末婚夫 |              |
| 馮瑞珍     | 三姐      | 鍾家傭人 |              |
| 徐廣林     | 導演      | |              |

## 外部連結
- 《少年五虎》 GOTV 第1集重溫